# Markree Observatory
Das Markree Observatory (deutsch Markree Observatorium) war ein astronomisches Observatorium in der Grafschaft Sligo, Irland. Der Asteroid 9 Metis wurde 1848 von Coopers Assistent Andrew Graham mit einem Kometensucherteleskop aus diesem Observatorium entdeckt. Das Observatorium beherbergte auch den größten Refraktor der frühen 1830er Jahre – eine Cauchoix-Linse mit einer Apertur von über 13 Zoll. Das größte der Welt zu dieser Zeit. Das Observatorium beherbergte auch eine Reihe von Instrumenten und wurde im Laufe des 19. Jahrhunderts in unterschiedlichem Maße betrieben.
Das Observatorium ist bekannt für seine Entdeckung des Asteroiden 9 Metis im Jahr 1848 sowie für einen 60.000 Artikel umfassenden Sternenkatalog der 1850er Jahre. In den späten 1800er Jahren wurde es nach einer kurzen Pause wieder in Betrieb genommen und erhielt Anerkennung für seine meteorologischen Beobachtungen und Forschungen an Doppelsternen.

## Geschichte

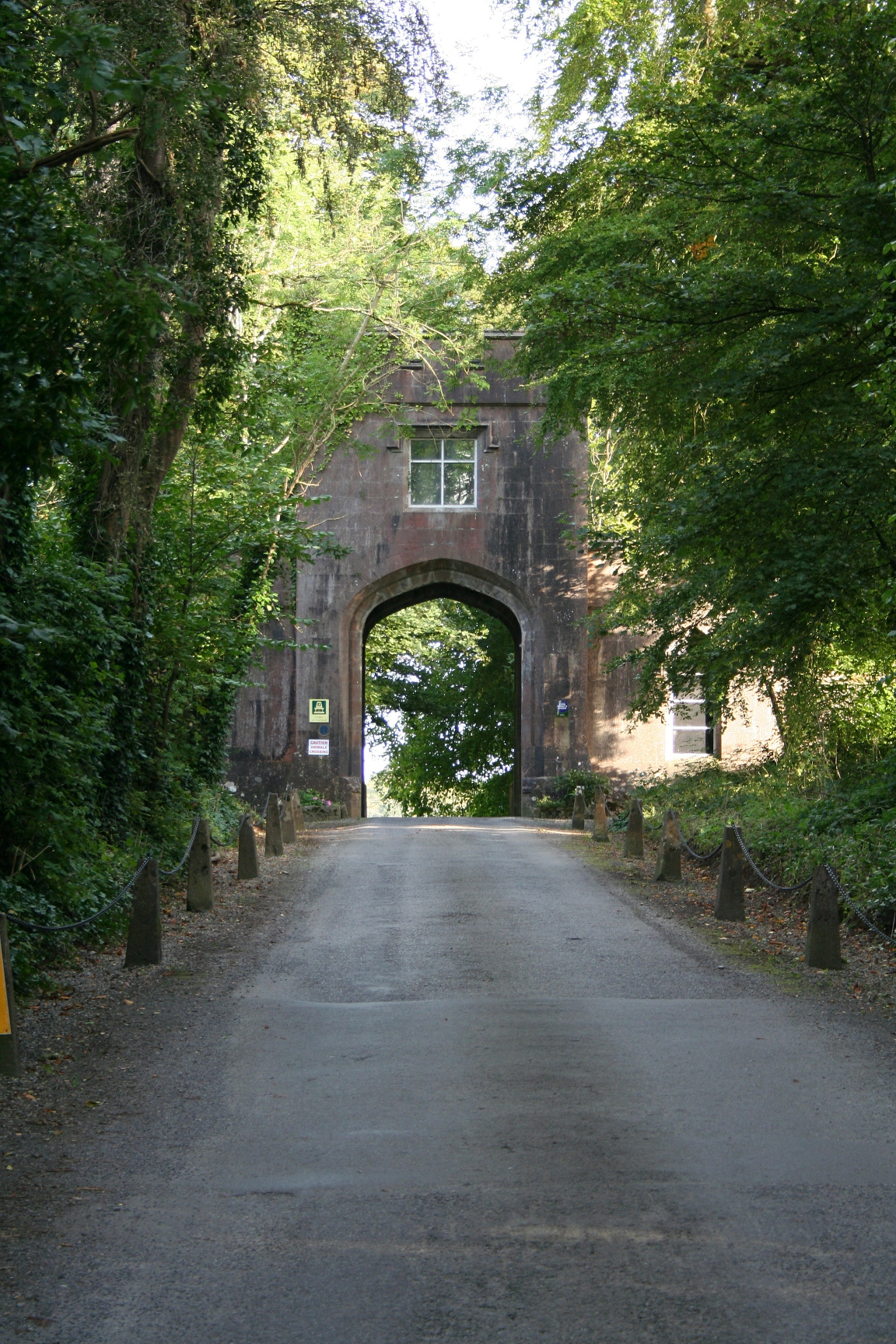
Das Eingangstor zum Markree Castle

1830 gründete Oberst Edward Joshua Cooper MP (Member of parliament, Parlamentsmitglied) (1798–1863) das Markree Observatory auf dem Gelände des Markree Castle, in der Nähe von Collooney, Grafschaft Sligo. Er war der älteste Sohn vom Edward Synge Couper MP und Ann, der Tochter von Henry Vansittard, dem Gouverneur von Bengalen.
1831 erwarb Cooper von Robert A. Cauchoix aus Paris ein Objektiv von ca. 33,78 cm (13,3 Zoll), für das er 1200 Pfund bezahlte. 1834 montierte er die Linse auf einer äquatorialen Halterung, die von Thomas Grubb aus Dublin geliefert wurde. Für einige Jahre war Coopers großer Refraktor der größte der Welt. Mit diesem Teleskop beobachtete er 1835 den Halleyschen Kometen und betrachtete die Sonnenfinsternis vom 15. Mai 1836.
Später wurden ein 1,5 m langer Transit und ein 0,9 m langer Meridian-Kreis hinzugefügt, der mit einem austauschbaren 17,75-cm-Glas ausgestattet war, das zu dieser Zeit 1839 das größte war. 1842 wurde ein 3-Zoll-Kometensucher hinzugefügt.
Das Observatorium hatte auch eine Thermometerhütte, welche in den 1860er Jahren von Thomas Stevenson entwickelt wurde.

„The observatory of Mr. Cooper, of Markree Castle,— undoubtedly the most richly furnished private observatory known, — is worked with great activity by Mr. Cooper himself and by his veryable assistant, Mr. Andrew Graham.“

„Das Observatorium von Herrn Cooper auf Markree Castle – zweifellos das am besten eingerichtete private Observatorium – wird mit großer Aktivität von Herrn Cooper selbst bedient und von seinem Assistent, Herrn Andrew Graham.“

1848 entdeckte Coopers Assistent Andrew Graham den Asteroiden 9 Metis mit einem von Ertel hergestellten Weitfeld-Kometensucherteleskop. Graham legte sein Amt in Markree im Jahr 1860 nieder, setzte jedoch seine Forschungen am Cambridge Observatory bis zu seiner Pensionierung im Jahr 1905 fort. E. J. Cooper starb 1863, aber das Observatorium wurde bis zum Tod von Edward Henry Cooper MP im Jahr 1902 benutzt.

## Der 13+ Zoll Cauchoix
Das Cauchoix-Teleskop wurde in einer kreisförmigen Wand installiert, hatte jedoch keine Kuppel oder Dach darüber. Das Gehäuse hatte einen Durchmesser von 16 Fuß.
Die Teleskopbefestigung wurde von Grubb aus Dublin hergestellt (Grubb stellte anderthalb Jahrhunderte lang Teleskope her, die später als Grubb-Parsons bekannt wurden).
Das Teleskop war ein Doppelobjektiv mit einer Apertur von 13,3 Zoll und einer Brennweite von 25 Fuß. Die Grubb-Halterung hatte einen Uhrwerkantrieb und wog fast 2,4 Tonnen (2,6 US-Tonnen), die auf einer Kalksteinsäule ruhten.
Die Linse wurde von Cauchoix aus Paris mit Glasrohlingen von Guinand geschliffen. Die 13,3-Zoll-Linse wurde 1831 fertiggestellt.
Guinand war ein Schweizer, der Ende des 18. Jahrhunderts einen Durchbruch für die Herstellung von besserem und größerem Glas erzielte. In dieser Zeit unterrichtete er den jungen Fraunhofer in Utzschinders Glashütte und gründete schließlich seine eigene optische Glasfabrik. Guinand lieferte Glas für die Teleskope des Pariser Observatoriums und auch für Cauchoix.

## Instrumente
Beispiele:
- 1831 Troughton-Transit mit einem 5-Zoll-Tulley-Objektiv.
- 1839 Ertel 3-Fuß-Meridian-Kreis mit 7-Zoll-Öffnung.
- 1842 Ertel 3-Zoll-Apertur-Kometensucher.
- 3-Fuß-Dollond-Refraktor (Länge in diesem Fall, nicht Apertur),
- 13-Zoll-Cauchoix-Objektiv auf Grubb-Halterung.